# Futebol de Mato Grosso
O futebol de Mato Grosso é organizado profissionalmente pela Federação Mato-Grossense de Futebol, responsável pelo campeonato do estado e as demais competições.
Os primeiros clubes surgiram em Corumbá, atualmente parte de Mato Grosso do Sul, porém na época parte de Mato Grosso. Em 1910 existia três clubes na cidade, o Foot-Ball Club Sul América, o Nacional Club e o Foot-Ball Club Sete de Setembro. No atual território de Mato Grosso, o Cuyabá Foot-Ball Club, fundado em agosto de 1913, e o Internacional Foot-Ball Club, fundado em dezembro de 1913 foram os primeiros times.
O primeiro clube de futebol ainda em atividade é o Clube Esportivo Dom Bosco, fundado emo 4 de janeiro de 1925.

## Competições
O primeiro Campeonato Mato-Grossense de Futebol ocorreu em 1943 e teve como campeão o Mixto Esporte Clube. Participaram da competição: Americano-MT, Clube Esportivo Dom Bosco, Estado Novo Esporte Clube, Mixto Esporte Clube, Paulistano Futebol Clube.

## Maiores campeões estaduais
- Campeonato Mato-Grossense de Futebol (1ª divisão da pirâmide): Mixto —  28 títulos
- Campeonato Mato-Grossense de Futebol - Segunda Divisão (2ª divisão da pirâmide): Operário FC e Sinop —  2 títulos

Demais competições
- Copa FMF: Luverdense —  4 títulos[3]

## Clássicos
| Cidade                      | Clássico              |
| --------------------------- | --------------------- |
| Cuiabá e Várzea Grande      | Clássico dos Milhões  |
| Rondonópolis                | Unigrão               |
| Cuiabá                      | Vovô                  |
| Cuiabá e Lucas do Rio Verde | Cuiabá vs. Luverdense |